# تیلژا
تیلژا (به لاتین: Tylzha) یک رود در روسیه است که در استان کالینینگراد واقع شده‌است.